# Zdob și Zdub

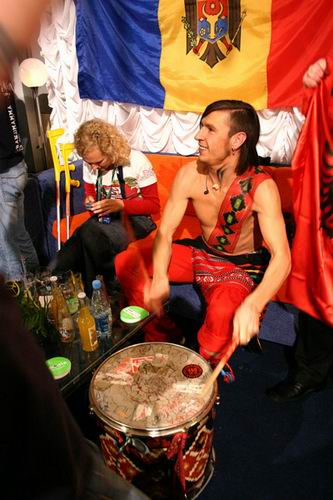
Zdob și Zdub i Green Room vid Eurovision Song Contest 2005.

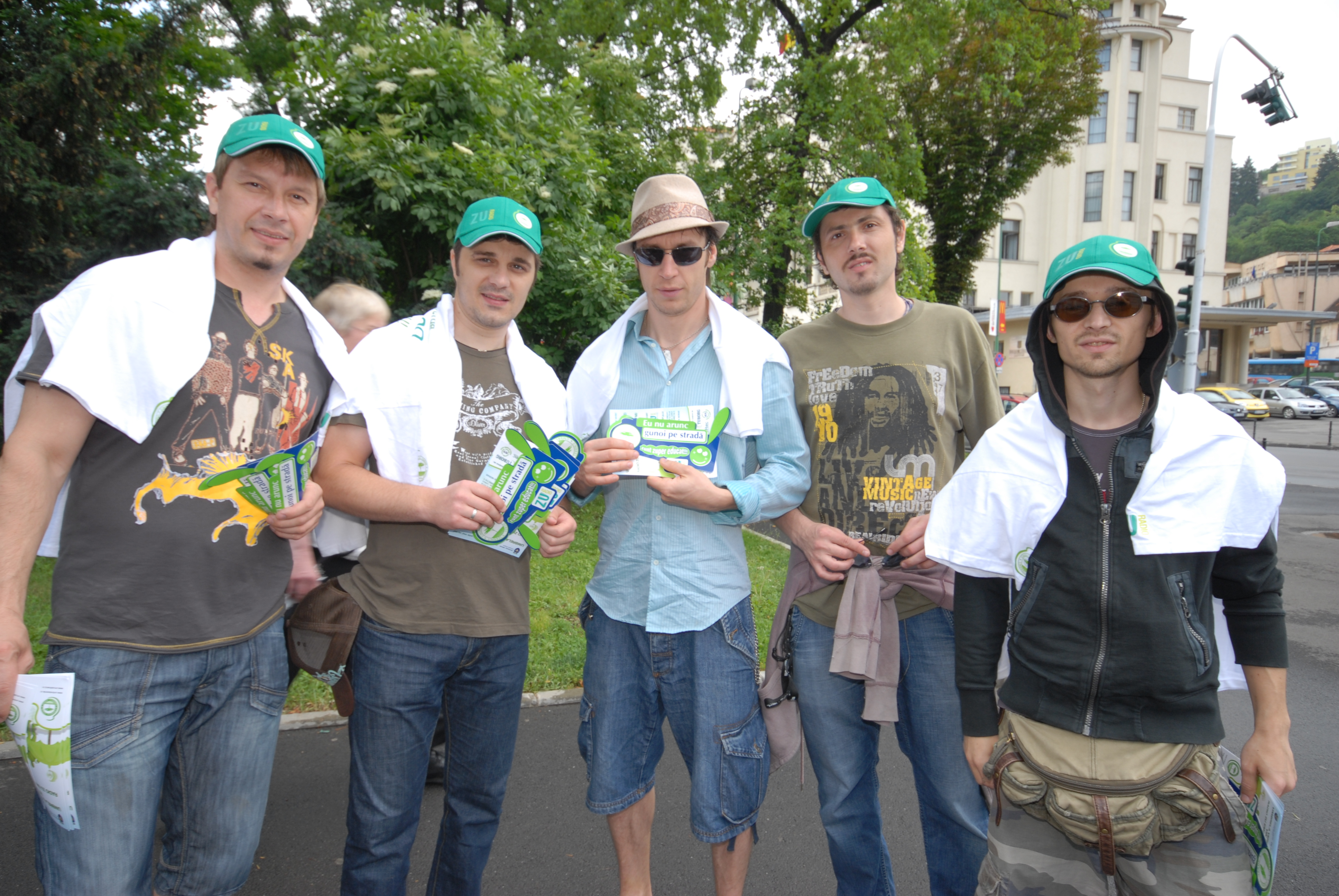
Zdob și Zdub i Brașov, 2007.

Zdob și Zdub är ett moldaviskt rockband som bildades 1994. De har representerat Moldavien i Eurovision Song Contest tre gånger.
Bandet var Moldaviens första representanter i Eurovision Song Contest och gjorde succé i Kiev 2005 där de slutade på en sjätteplats med en trummande mormor på scenen. År 2011 ställde de upp igen med låten So Lucky. De representerade Moldavien för tredje gången, tillsammans med duon Advahov Brothers, i Eurovision Song Contest 2022 med låten "Trenuleţul".
Bandets namn betyder "slå på trumman".

## Grundande
Bandet grundades när Roman Jagupov, Mihai Gincu och bandets första trummis Anatol Pugach träffade varandra på en skola i en förort till huvudstaden Chișinău. När de gick på universitetet hittade de resten av medlemmarna. Bandmedlemmarnas roller var inte fastställda utan flera av musikerna bytte instrument. Senare blev en av gitarristerna sångare, klarinettisten blev trummis och en trummis började spela bas. På våren 1994 träffade Roman bandets blivande producent, Igor Dinga, sångare i bandet Cuibul. I juni började man få uppmärksamhet från media i Chisinau efter att man hade varit förband till Cuibul.
I november samma år spelade de in sin första demo och en av dem, "The Lost World", fick vara med i Learn to Swim 1-festivalen i Moskva där bandet för första gången kallade sig för Zdob si zdub. De fick mycket uppmärksamhet från många unga och bekantade sig med flera lokala band. I juli 1996 var de med i "Learn to swim 2", då som förband till Rage Against the Machine. Från festivalen spelade de in två låtar, "V dome moiom" ("I mitt hus") som var på ryska, och "Hardcore Moldovenesc" på rumänska.

## Första skivan
I slutet av 1996 spelades även debutskivan in. Den heter Harcore Moldovenesc och är helt på ryska förutom en låt som har samma namn som skivan. De turnerade en del och gjorde spelningar i Ryssland, Moldavien och Rumänien. År 1997 släpptes Hardcore Moldovenesc på rumänska. Zdob și Zdub turnerade mycket 1998, bland annat två veckor i Tyskland. Bandet började även arbeta på sitt andra album. Den första skivan hade varit mer amerikansk hardcore, men på den nya började de använda mer etniska instrument. Alla utom tre av sångerna skrevs nu på rumänska. De andra tre var på ryska. Skivan fick namnet Zdubii Bateti Tare, men när skivan släpptes i Ryssland 1999 fick den namnet Tabara Noastra.

## Turnéer
Den 14 augusti 1999 var Zdob și Zdub förband till Red Hot Chili Peppers när de spelade i Moskva. Bandet fortsatte turnera och 2001 släpptes den tredje skivan, Agroromantica. Albumet är en mix av folkmusik, romsk musik och hardcore. Eftersom musikstilen är så annorlunda började bandets stil att kallas för "Music zdob". Agroromantica släpptes 7 september i Moldavien och 7-21 september turnerade de runt om i Moldavien och kallades "Temporomantica". Turnerandet fortsatte och de hade flera spelningar i länder som Moldavien, Ryssland, Rumänien och Ukraina.
Bandets senaste skiva 450 de oi ("450 får") släpptes 24 november 2003. Albumet hamnade högt upp på försäljningslistorna i flera länder.

## Eurovision 2011
Under våren 2011 deltog Zdob și Zdub i Moldaviens nationella uttagning till Eurovision Song Contest 2011, som gick av stapeln i Düsseldorf i maj. Man kvalificerade sig med sitt bidrag "So Lucky" till finalen av den nationella uttagningen som hölls den 26 februari 2011. Zdob și Zdub vann finalen, dock utan att ha fått högsta poäng från varken tittare eller jury. Man kom därmed återigen att representera Moldavien i tävlingen, och blev fjärde återvändande artist i tävlingen år 2011, tillsammans med Dino Merlin, Lena Meyer-Landrut och Dana International. Zdob și Zdub tog sig vidare från sin semifinal, och i finalen slutade de på tolfte plats, av sammanlagt 25 deltagare.

## Bandmedlemmar
Bandets nuvarande medlemmar är:
- Roman Iagupov - sångare och spelar flera småinstrument som flöjt, iorgafon och andra etnoinstrument
- Mihai Gincu - bas och gitarr
- Pugaci Anatol - trummor
- Victor Dandes - trombon och dragspel
- Valeriu Mazilu - trumpet
- Igor Buzurniuc - gitarr